# Byadareddyhalli, Challakere
Byadareddyhalli là một làng thuộc tehsil Challakere, huyện Chitradurga, bang Karnataka, Ấn Độ.